# Trent Dilfer
Trent Farris Dilfer (13 de março de 1972) é um ex-jogador profissional de futebol americano que atuava como quarterback na National Football League. Ele fez parte do time do Baltimore Ravens que conquistou o título da temporada de 2000 da NFL. Atualmente trabalha como analista da ESPN americana.

## Números da carreira
| Ano   | Time          | J   | JT  | Comp  | Ten   | Pct%  | Jardas | Média | TD  | Int | Rating |
| ----- | ------------- | --- | --- | ----- | ----- | ----- | ------ | ----- | --- | --- | ------ |
| 1994  | Tampa Bay     | 5   | 2   | 38    | 82    | 46,3% | 433    | 5,3   | 1   | 6   | 36,3   |
| 1995  | Tampa Bay     | 16  | 16  | 224   | 415   | 54%   | 2 774  | 6,7   | 4   | 18  | 60,1   |
| 1996  | Tampa Bay     | 16  | 16  | 267   | 482   | 55,4% | 2 859  | 5,9   | 12  | 19  | 64,8   |
| 1997  | Tampa Bay     | 16  | 16  | 217   | 386   | 56,2% | 2 555  | 6,6   | 21  | 11  | 82,8   |
| 1998  | Tampa Bay     | 16  | 16  | 225   | 429   | 52,4% | 2 729  | 6,4   | 21  | 15  | 74,0   |
| 1999  | Tampa Bay     | 10  | 10  | 146   | 244   | 59,8% | 1 619  | 6,6   | 11  | 11  | 75,8   |
| 2000  | Baltimore     | 11  | 8   | 134   | 226   | 59,3% | 1 502  | 6,6   | 12  | 11  | 76,6   |
| 2001  | Seattle       | 6   | 4   | 73    | 122   | 59,8% | 1 014  | 8,3   | 7   | 4   | 92,0   |
| 2002  | Seattle       | 6   | 6   | 94    | 168   | 56%   | 1 182  | 7,0   | 4   | 6   | 71,1   |
| 2003  | Seattle       | 5   | 0   | 4     | 8     | 50%   | 31     | 3,9   | 1   | 1   | 59,9   |
| 2004  | Seattle       | 5   | 2   | 25    | 58    | 43,1% | 333    | 5,7   | 1   | 3   | 46,1   |
| 2005  | Cleveland     | 11  | 11  | 199   | 333   | 59,8% | 2 321  | 7,0   | 11  | 12  | 76,9   |
| 2007  | San Francisco | 7   | 6   | 113   | 219   | 51,6% | 1 166  | 6,3   | 7   | 12  | 55,1   |
| Total | Total         | 130 | 113 | 1 759 | 3 172 | 55,5% | 20 518 | 6,5   | 113 | 129 | 70,2   |